# Верхнеусинское (Башкортостан)
Верхнеусинское (баш. Үрге Уҫы) — упразднённая в 2005 году деревня в Караидельском районе Республики Башкортостан Российской Федерации. Входил на год упразднения в состав Подлубовского сельсовета. Жили русские (1959).

## География
Находился в верховьях реки Уса.

### Географическое положение
Расстояние (по данным на 1 июля 1972 года) до:
- районного центра (Караидель): 60 км[1],
- центра сельсовета (Подлубово): 13 км,
- ближайшей ж/д станции (Щучье Озеро): 106 км[1].

## Топоним
Фиксировалось также под названием Верхний Починок.
Название происходит от названия речки Усы.

## История
Основана в 1874 году русскими крестьянами из Вятской губернии на землях Кузнецова, без оформления документа.
В 1895 году решением Сената земли перешли в собственность сельчан.
Исключён из учётных данных согласно Закону Республики Башкортостан от 20 июля 2005 года № 211-з «О внесении изменений в административно-территориальное устройство Республики Башкортостан в связи с образованием, объединением, упразднением и изменением статуса населённых пунктов, переносом административных центров».

## Население
В 1917 и 1920 годах проживало 239 человек, в 1939 — 218, в 1959 — 247, в 1969 — 135, в 1989 — 14.

## Инфраструктура
В 1917 году отмечено 39 хозяйств, в 1925 — 43.